# Anolis sheplani
Anolis sheplani är en ödleart som beskrevs av  Schwartz 1974. Anolis sheplani ingår i släktet anolisar, och familjen Polychrotidae. Inga underarter finns listade i Catalogue of Life.